# Dolphin (navegador)
Dolphin  es un navegador para aparatos móviles de código cerrado para los sistemas operativos Android e iOS desarrollado por Mobotap. Fue uno de los primeros navegadores alternativos para las plataformas Android que introdujo soporte multitáctil.
Dolphin HD usa el motor WebKit y la plataforma nativa de renderizado, el cual permite ocupar poco espacio en el disco. Es capaz de correr Adobe Flash, pero puede tener problemas en el vídeo Streaming.

## Características
- Navegación por gesto: Los usuarios pueden crear gestos personalizables para sitios web específicos, para ello Dolphin permite al usuario "pintar" en la pantalla algún símbolo y este símbolo es el gesto que el navegador asocia a una página web en concreto, además, el navegador viene con varios gestos pre-instalados para distintos sitios web de uso común. Por ejemplo, dibujando "T" se accede a Twitter y con "F" a Facebook.[1]
- Estilo Webzine: El navegador muestra la pantalla con un estilo de Webzine o revista electrónica. También "atrapa" contenido para mostrarlo offline.[1]
- Navegación mediante pestañas: Los usuarios pueden abrir y pasar de una página web a otra mediante múltiples pestañas ubicada en la parte superior de la pantalla del navegador.[1]
- Speed Dial: Permite al usuario grabar en la página "en blanco" del navegador varios diales con sus sitios de acceso más frecuente. Al abrir una nueva pestaña en el navegador, la página en blanco tradicional de los navegadores se sustituye por una página con espacios reservados para los sitios favoritos del usuario. Speed Dial fue introducido por Opera el 11 de abril de 2007.

## Versiones
Tanto para Android como para iOS las versiones son gratuitas y libres de anuncios. Existe una versión más avanzada llamada Dolphin Browser 10.0.1 disponible para Android 2.0 o superiores.

## Privacidad
En octubre de 2011, se despertó la preocupación sobre la privacidad de Dolphin cuando se descubrió que todas las URL's cargadas en Dolphin HD estaban siendo transmitidas como texto sin formato a un servidor remoto. El proceso fue descrito por Ars Technica como una violación inequívoca de privacidad. Esta violación fue parcheada en la siguiente actualización.

## Recepción
Desde su lanzamiento inicial para Android, Dolphin ha recibido en general buenos comentarios tanto del público especializado como general. Ha sido elogiado por su funcionalidad gestual, rapidez y uso sencillo en iOS y en Android.
Para noviembre de 2011, Dolphin HD para Android tiene más de 250,000 calificaciones de 5 estrellas en Google Play.

## Premios
Dolphin ha recibido varios reconocimientos. El navegador fue elegido como una de las mejores aplicaciones gratuitas para iPhone y iPad de 2011, y fue la "elección del editor" en la revista PC Magazine,
En noviembre de 2011, la "Street's" describió a Dolphin como la mejor alternativa al navegador incorporado de Android.